# Grand Yémen

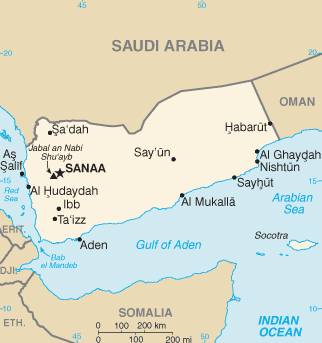
Carte de la région du Yémen.

Le Grand Yémen (en arabe اليمن الكبرى, Al-Yaman al-Kubrā) est un terme géographique désignant l'actuel territoire de la République du Yémen ainsi que les régions saoudiennes d'Asir, de Najran, de Jizan, les îles adjacentes de la mer Rouge et les parties adjacentes de Tihamah et parfois le gouvernorat omanais de Dhofar.
Le Grand Yémen est également un terme politique désignant l'aspiration irrédentiste à unir ces territoires en un seul État. Ces revendications ont pour base la notion historique de Bilad al-Yaman, ainsi que les États rassoulide des XIIIe et XVe siècles et zaïdiste de la fin du XVIIe siècle et du début du XVIIIe siècle, qui comprenaient alors une grande partie des territoires du Grand Yémen.
Au cours du XXe siècle, l'imam Yahya, roi du Royaume mutawakkilite du Yémen (Yémen du Nord) tenta de concrétiser ces aspirations mais ne parvint qu'à consolider son pouvoir dans le Haut-Yémen, le Bas-Yémen, Ma'rib et le Bas-Tihamah. Il est forcé de reconnaître le contrôle saoudien sur la région d'Asir et échoue à déloger les Britanniques d'Aden et Hadramaout.
En 1990, la formation de la République du Yémen voit la majorité du Grand Yémen dirigée par une seule entité politique pour la première fois en presque deux siècles. En 2014, éclate une nouvelle guerre civile au Yémen, qui met en conflit les rebelles Houthis face au gouvernement central, plutôt concentré dans le sud. À cette occasion, des revendications reviennent, des deux parties, pour revendiquer la région du Dhofar, située actuellement dans le sultanat d'Oman, ainsi que des revendications historiques au sujet des provinces de Najran, et Asir, situées dans le royaume d'Arabie saoudite, et annexées en 1932, lors de la création de l'État saoudien. En 2015, l'Arabie saoudite intervient, et prend le parti du gouvernement. L'Iran soutient les Houthis.